# Elena (album Maggie Reilly)
Elena – czwarty album studyjny Maggie Reilly, wydany 30 września 1996 roku. Edycja limitowana została wydana w 1997.

## Lista utworów
1. "Walk On By" – 3:58
2. "To France" – 5:09
3. "Twinkle, Twinkle Little Star" – 0:39
4. "Little Boy's Eyes (Fionn's song)" – 3:44
5. "You Brightened Up The Darkness" – 4:51
6. "Listen To Your Heart" – 4:16
7. "Syonia" – 4:14
8. "In The Heat Of The Night" – 4:10
9. "Elena" – 3:54
10. "Brought Up To Believe" – 3:59
11. "Torn Between Lovers" – 4:37
12. "He Moved Through The Fair" – 3:46
13. "As Darkness Falls" – 1:48

Edycja limitowana
1. "Walk On By" – 3:58
2. "To France" – 5:09
3. "Twinkle, Twinkle Little Star" – 0:39
4. "Little Boy's Eyes (Fionn's song)" – 3:44
5. "You Brightened Up The Darkness" – 4:51
6. "Listen To Your Heart" – 4:16
7. "Syonia" – 4:14
8. "In The Heat Of The Night" – 4:10
9. "Elena" – 3:54
10. "Brought Up To Believe" – 3:59
11. "Torn Between Lovers" – 4:37
12. "He Moved Through The Fair" – 3:46
13. "As Darkness Falls" – 1:48
14. "To France" - Jpo & Beam Video Mix – 3:46
15. "Walk on by" - Jpo & Beam Radio Mix – 3:57
16. "Listen to your heart" - Beam’s Radio mix – 3:55

## Twórcy
- Maggie Reilly – aranżacja, wokal, podkład muzyczny
- Alan Darby – gitara
- Mark "Tuffy" Evans – gitara
- Peter John Vettese – instrumenty klawiszowe, bas, perkusja, aranżacja
- Fergus Durrant – perkusja
- Jason Creasy – trąbka
- Mark Hornby – gitara
- Francois Garni – bas
- Steve Alexander – perkusja, programowanie
- Hugh Burns – gitara
- Stuart MacKillop – klawisze, dudy, skrzypki, bas, pianino, gitara, programowanie
- Martin Ditchum – perkusja
- Mark Brzezicki – perkusja
- Fionnbharr Lindop-Reilly – wokal
- Tim Renwick – gitara
- Neil Conte – perkusja
- Jess Bailey – klawisze
- Luis Jardim – perkusja
- John Giblin – bas
- Steve Sidewell – trąbka
- Graham Broad – perkusja
- Värttinä – wokal
- John Themis – gitara
- Diane Birch, Frank Collins, Paddy Mchue – podkład muzyczny
- Neil Hubbard – gitara